# Liga Mistrzów UEFA (2012/2013)/Faza pucharowa
W tej fazie do dalszych etapów turnieju przechodzą zwycięzcy poszczególnych dwumeczów.
    Drużyny rozstawione
    Drużyny nierozstawione
| Grupa | Zwycięzcy grup      | Drugie drużyny grup |
| ----- | ------------------- | ------------------- |
| A     | Paris Saint-Germain | FC Porto            |
| B     | FC Schalke 04       | Arsenal             |
| C     | Málaga CF           | Milan               |
| D     | Borussia Dortmund   | Real Madryt         |
| E     | Juventus            | Szachtar Donieck    |
| F     | Bayern Monachium    | Valencia CF         |
| G     | FC Barcelona        | Celtic              |
| H     | Manchester United   | Galatasaray SK      |

## 1/8 finału
Zwycięzcy fazy grupowej Ligi Mistrzów zostali rozlosowani przeciwko zespołom, które zajęły 2. miejsca w fazie grupowej. Drużyny z tych samych federacji oraz grup nie mogą zostać zestawione w 1 parze.
| Drużyna 1                            | Wynik dwumeczu | Drużyna 2           | Pierwszy mecz | Drugi mecz |
| ------------------------------------ | -------------- | ------------------- | ------------- | ---------- |
| Galatasaray SK                       | 4:3            | FC Schalke 04       | 1:1           | 3:2        |
| Celtic                               | 0:5            | Juventus            | 0:3           | 0:2        |
| Arsenal                              | 3:3 (br. wyj.) | Bayern Monachium    | 1:3           | 2:0        |
| Szachtar Donieck                     | 2:5            | Borussia Dortmund   | 2:2           | 0:3        |
| Milan                                | 2:4            | FC Barcelona        | 2:0           | 0:4        |
| Real Madryt                          | 3:2            | Manchester United   | 1:1           | 2:1        |
| Valencia CF                          | 2:3            | Paris Saint-Germain | 1:2           | 1:1        |
| FC Porto                             | 1:2            | Málaga CF           | 1:0           | 0:2        |
| Po lewej gospodarz pierwszego meczu. |                |                     |               |            |

### Pierwsze mecze
| 12 lutego 2013 | Celtic | 0:3   | Juventus                                   |                                                                      |
| 20:45 CET      |        | (0:1) | 3' Marchisio · 77' Marchisio · 83' Vučinić | Celtic Park, Glasgow Widzów: 57 917 Sędzia: Alberto Undiano Mallenco |

| 12 lutego 2013 | Valencia CF | 1:2   | Paris Saint-Germain       |                                                                     |
| 20:45 CET      | Rami 90'    | (0:1) | 10' Lavezzi · 43' Pastore | Estadio Mestalla, Walencja Widzów: 36 000 Sędzia: Paolo Tagliavento |

| 13 lutego 2013 | Szachtar Donieck             | 2:2   | Borussia Dortmund             |                                                          |
| 20:45 CET      | Srna 31' · Douglas Costa 68' | (1:1) | 41' Lewandowski · 87' Hummels | Donbas Arena, Donieck Widzów: 49 050 Sędzia: Howard Webb |

| 13 lutego 2013 | Real Madryt | 1:1   | Manchester United |                                                                      |
| 20:45 CET      | Ronaldo 30' | (1:1) | 20' Welbeck       | Estadio Santiago Bernabéu, Madryt Widzów: 79 429 Sędzia: Felix Brych |

| 19 lutego 2013 | FC Porto     | 1:0   | Málaga CF |                                                                  |
| 20:45 CET      | Moutinho 56' | (0:0) |           | Estádio do Dragão, Porto Widzów: 42 209 Sędzia: Mark Clattenburg |

| 19 lutego 2013 | Arsenal      | 1:3   | Bayern Monachium                      |                                                                   |
| 20:45 CET      | Podolski 55' | (0:2) | 7' Kroos · 21' Müller · 77' Mandžukić | Emirates Stadium, Londyn Widzów: 59 974 Sędzia: Svein Oddvar Moen |

| 20 lutego 2013 | Galatasaray SK | 1:1   | FC Schalke 04 |                                                                   |
| 20:45 CET      | B. Yılmaz 12'  | (1:1) | 45' Jones     | Türk Telekom Arena, Stambuł Widzów: 50 734 Sędzia: William Collum |

| 20 lutego 2013 | Milan                     | 2:0   | FC Barcelona |                                                                        |
| 20:45 CET      | Boateng 57' · Muntari 81' | (0:0) |              | Stadion Giuseppe Meazzy, Mediolan Widzów: 79 532 Sędzia: Craig Thomson |

### Rewanże
| 5 marca 2013 | Manchester United | 1:2   | Real Madryt              |                                                              |
| 20:45 CET    | Ramos 48' (sam.)  | (0:0) | 66' Modrić · 69' Ronaldo | Old Trafford, Manchester Widzów: 74 959 Sędzia: Cüneyt Çakır |

| 5 marca 2013 | Borussia Dortmund                            | 3:0   | Szachtar Donieck |                                                                  |
| 20:45 CET    | Santana 31' · Götze 37' · Błaszczykowski 59' | (2:0) |                  | Signal Iduna Park, Dortmund Widzów: 65 413 Sędzia: Damir Skomina |

| 6 marca 2013 | Paris Saint-Germain | 1:1   | Valencia CF |                                                              |
| 20:45 CET    | Lavezzi 66'         | (0:0) | 55' Jonas   | Parc des Princes, Paryż Widzów: 44 867 Sędzia: Milorad Mažić |

| 6 marca 2013 | Juventus                     | 2:0   | Celtic |                                                              |
| 20:45 CET    | Matri 24' · Quagliarella 65' | (1:0) |        | Juventus Stadium, Turyn Widzów: 39 011 Sędzia: Fırat Aydınus |

| 12 marca 2013 | FC Schalke 04               | 2:3   | Galatasaray SK                             |                                                                    |
| 20:45 CET     | Neustädter 17' · Bastos 63' | (1:2) | 37' Altıntop · 42' B. Yılmaz · 90+5' Bulut | Veltins-Arena, Gelsenkirchen Widzów: 54 142 Sędzia: Jonas Eriksson |

| 12 marca 2013 | FC Barcelona                           | 4:0   | Milan |                                                          |
| 20:45 CET     | Messi 5', 40' · Villa 55' · Alba 90+2' | (2:0) |       | Camp Nou, Barcelona Widzów: 94 944 Sędzia: Viktor Kassai |

| 13 marca 2013 | Málaga CF                 | 2:0   | FC Porto |                                                                   |
| 20:45 CET     | Isco 43' · Santa Cruz 77' | (1:0) |          | Estadio La Rosaleda, Malaga Widzów: 27 451 Sędzia: Nicola Rizzoli |

| 13 marca 2013 | Bayern Monachium | 0:2   | Arsenal                   |                                                                |
| 20:45 CET     |                  | (0:1) | 3' Giroud · 86' Koscielny | Allianz Arena, Monachium Widzów: 68 000 Sędzia: Pavel Královec |

## 1/4 finału
Od tej rundy pary zostają rozlosowane niezależnie od przynależności drużyn do poszczególnych federacji oraz pozycji zajętej w fazie grupowej.
| Drużyna 1                            | Wynik dwumeczu | Drużyna 2         | Pierwszy mecz | Drugi mecz |
| ------------------------------------ | -------------- | ----------------- | ------------- | ---------- |
| Málaga CF                            | 2:3            | Borussia Dortmund | 0:0           | 2:3        |
| Real Madryt                          | 5:3            | Galatasaray SK    | 3:0           | 2:3        |
| Paris Saint-Germain                  | 3:3 (br. wyj.) | FC Barcelona      | 2:2           | 1:1        |
| Bayern Monachium                     | 4:0            | Juventus          | 2:0           | 2:0        |
| Po lewej gospodarz pierwszego meczu. |                |                   |               |            |

### Pierwsze mecze
| 2 kwietnia 2013 | Paris Saint-Germain             | 2:2   | FC Barcelona              |                                                               |
| 20:45 CET       | Ibrahimović 79' · Matuidi 90+4' | (0:1) | 38' Messi · 89' (k.) Xavi | Parc des Princes, Paryż Widzów: 45 336 Sędzia: Wolfgang Stark |

| 2 kwietnia 2013 | Bayern Monachium      | 2:0   | Juventus |                                                                  |
| 20:45 CET       | Alaba 1' · Müller 63' | (1:0) |          | Allianz Arena, Monachium Widzów: 68 000 Sędzia: Mark Clattenburg |

| 3 kwietnia 2013 | Málaga CF | 0:0   | Borussia Dortmund |                                                                   |
| 20:45 CET       |           | (0:0) |                   | Estadio La Rosaleda, Malaga Widzów: 28 548 Sędzia: Jonas Eriksson |

| 3 kwietnia 2013 | Real Madryt                            | 3:0   | Galatasaray SK |                                                                            |
| 20:45 CET       | Ronaldo 9' · Benzema 29' · Higuaín 73' | (2:0) |                | Estadio Santiago Bernabéu, Madryt Widzów: 76 462 Sędzia: Svein Oddvar Moen |

### Rewanże
| 9 kwietnia 2013 | Borussia Dortmund                            | 3:2   | Málaga CF                |                                                                  |
| 20:45 CET       | Lewandowski 40' · Reus 90+1' · Santana 90+3' | (1:1) | 25' Joaquín · 82' Eliseu | Signal Iduna Park, Dortmund Widzów: 65 829 Sędzia: Craig Thomson |

| 9 kwietnia 2013 | Galatasaray SK                        | 3:2   | Real Madryt       |                                                                    |
| 20:45 CET       | Eboué 57' · Sneijder 70' · Drogba 72' | (0:1) | 7', 90+2' Ronaldo | Türk Telekom Arena, Stambuł Widzów: 49 975 Sędzia: Stéphane Lannoy |

| 10 kwietnia 2013 | FC Barcelona | 1:1   | Paris Saint-Germain |                                                          |
| 20:45 CET        | Pedro 71'    | (0:0) | 50' Pastore         | Camp Nou, Barcelona Widzów: 96 022 Sędzia: Björn Kuipers |

| 10 kwietnia 2013 | Juventus | 0:2   | Bayern Monachium              |                                                                        |
| 20:45 CET        |          | (0:0) | 64' Mandžukić · 90+1' Pizarro | Juventus Stadium, Turyn Widzów: 40 823 Sędzia: Carlos Velasco Carballo |

## 1/2 finału
Po raz pierwszy pary półfinałowe zostały rozlosowane. Losowanie odbyło się 12 kwietnia 2013 w szwajcarskim Nyonie.
| Drużyna 1                            | Wynik dwumeczu | Drużyna 2    | Pierwszy mecz | Drugi mecz |
| ------------------------------------ | -------------- | ------------ | ------------- | ---------- |
| Bayern Monachium                     | 7:0            | FC Barcelona | 4:0           | 3:0        |
| Borussia Dortmund                    | 4:3            | Real Madryt  | 4:1           | 0:2        |
| Po lewej gospodarz pierwszego meczu. |                |              |               |            |

### Pierwsze mecze
| 23 kwietnia 2013 | Bayern Monachium                         | 4:0   | FC Barcelona |                                                               |
| 20:45 CET        | Müller 25', 82' · Gómez 49' · Robben 73' | (1:0) |              | Allianz Arena, Monachium Widzów: 68 000 Sędzia: Viktor Kassai |

| 24 kwietnia 2013 | Borussia Dortmund                  | 4:1   | Real Madryt |                                                                  |
| 20:45 CET        | Lewandowski 8', 50', 55', 66' (k.) | (1:1) | 43' Ronaldo | Signal Iduna Park, Dortmund Widzów: 65 829 Sędzia: Björn Kuipers |

### Rewanże
| 30 kwietnia 2013 | Real Madryt             | 2:0   | Borussia Dortmund |                                                                      |
| 20:45 CET        | Benzema 83' · Ramos 88' | (0:0) |                   | Estadio Santiago Bernabéu, Madryt Widzów: 69 429 Sędzia: Howard Webb |

| 1 maja 2013 | FC Barcelona | 0:3   | Bayern Monachium                           |                                                          |
| 20:45 CET   |              | (0:0) | 49' Robben · 72' (sam.) Piqué · 76' Müller | Camp Nou, Barcelona Widzów: 95 877 Sędzia: Damir Skomina |

## Finał
| 25 maja 2013 20:45 CET | Borussia Dortmund · İlkay Gündoğan 68' (k.) | 1:2(0:0)Raport | Bayern Monachium · 60' Mario Mandžukić · 89' Arjen Robben | Stadion Wembley, Londyn Widzów: 86 298 Sędzia: Nicola Rizzoli |
|                        |                                             |                |                                                           |                                                               |

| Borussia Dortmund | Bayern Monachium |

| GK           | 1  | Roman Weidenfeller (c) |     |       |
| RB           | 26 | Łukasz Piszczek        |     |       |
| CB           | 4  | Neven Subotić          |     |       |
| CB           | 15 | Mats Hummels           |     |       |
| LB           | 29 | Marcel Schmelzer       |     |       |
| DM           | 6  | Sven Bender            |     | 90+2' |
| DM           | 8  | İlkay Gündoğan         |     |       |
| RW           | 16 | Jakub Błaszczykowski   |     | 90'   |
| AM           | 11 | Marco Reus             |     |       |
| LW           | 19 | Kevin Großkreutz       | 73' |       |
| CF           | 9  | Robert Lewandowski     |     |       |
| Zmiany:      |    |                        |     |       |
| GK           | 20 | Mitchell Langerak      |     |       |
| DF           | 27 | Felipe Santana         |     |       |
| MF           | 21 | Oliver Kirch           |     |       |
| MF           | 5  | Sebastian Kehl         |     |       |
| MF           | 7  | Moritz Leitner         |     |       |
| MF           | 18 | Nuri Şahin             |     | 90+2' |
| FW           | 23 | Julian Schieber        |     | 90'   |
| Trener:      |    |                        |     |       |
| Jürgen Klopp |    |                        |     |       |

| GK            | 1  | Manuel Neuer           |     |       |
| RB            | 21 | Philipp Lahm (c)       |     |       |
| CB            | 17 | Jérôme Boateng         |     |       |
| CB            | 4  | Dante                  | 29' |       |
| LB            | 27 | David Alaba            |     |       |
| DM            | 8  | Javi Martínez          |     |       |
| DM            | 31 | Bastian Schweinsteiger |     |       |
| RW            | 10 | Arjen Robben           |     |       |
| AM            | 25 | Thomas Müller          |     |       |
| LW            | 7  | Franck Ribéry          | 73' | 90+1' |
| CF            | 9  | Mario Mandžukić        |     | 90+4' |
| Zmiany:       |    |                        |     |       |
| GK            | 22 | Tom Starke             |     |       |
| DF            | 5  | Daniel van Buyten      |     |       |
| MF            | 11 | Xherdan Shaqiri        |     |       |
| MF            | 30 | Luiz Gustavo           |     | 90+1' |
| MF            | 44 | Anatolij Tymoszczuk    |     |       |
| FW            | 14 | Claudio Pizarro        |     |       |
| FW            | 33 | Mario Gómez            |     | 90+4' |
| Trener:       |    |                        |     |       |
| Jupp Heynckes |    |                        |     |       |

UEFA Man of the Match:

 Arjen Robben (Bayern Monachium)

Kibice Man of the Match:

 Manuel Neuer (Bayern Monachium)
Asystenci sędziego:

Renato Faverani (Włochy)

Andrea Stefani (Włochy)

Arbiter techniczny:

Damir Skomina (Słowenia)